# Esquina (Corrientes)

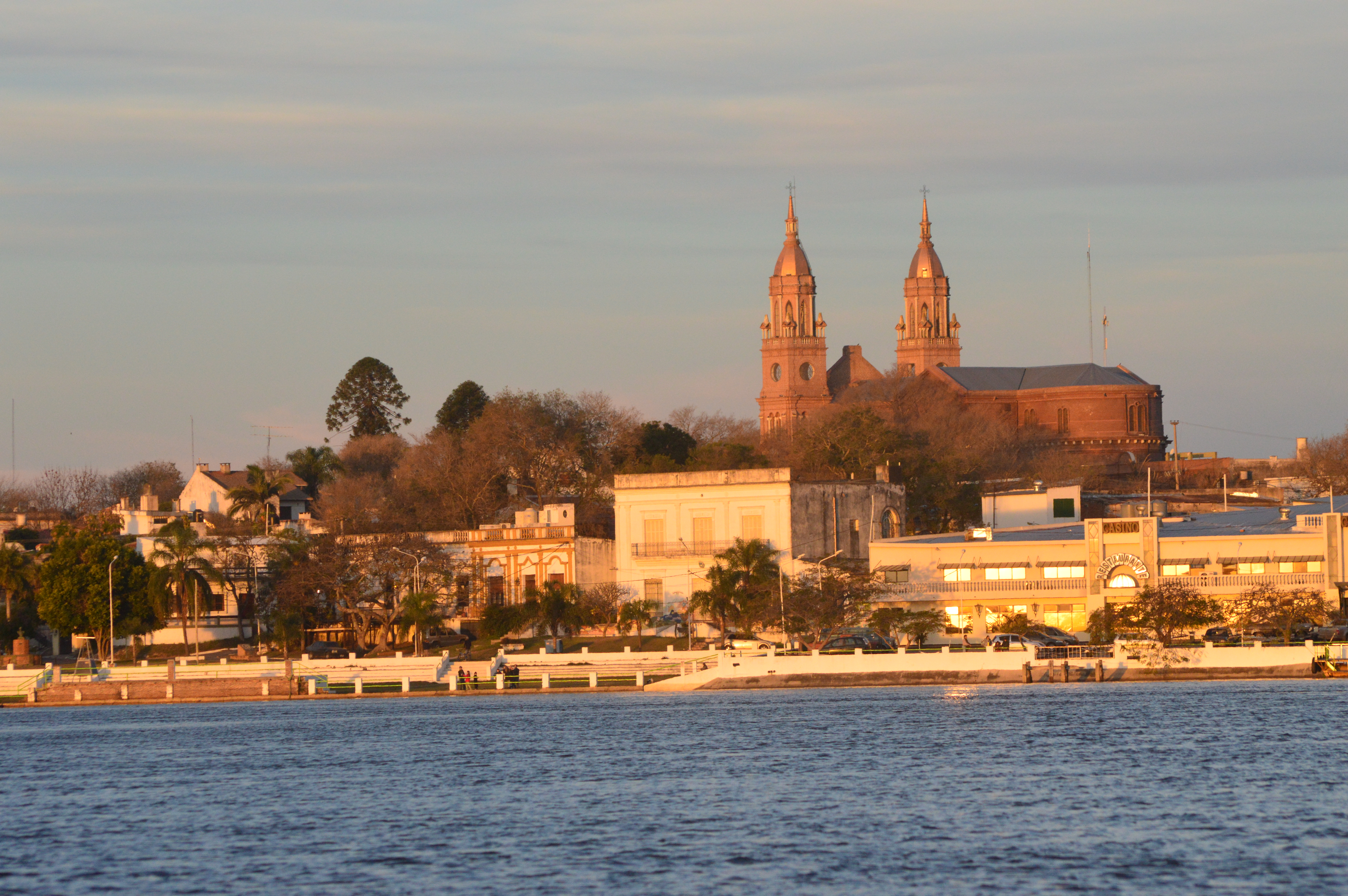

Esquina é um cidade da Argentina, localizada na província de Corrientes. É a capital do departamento de Esquina.